# Qadīm (ort)
Qadīm (persiska: قدیم) är en ort i Iran.   Den ligger i provinsen Västazarbaijan, i den nordvästra delen av landet, 400 km väster om huvudstaden Teheran. Qadīm ligger 1 368 meter över havet och antalet invånare är 208.
Terrängen runt Qadīm är huvudsakligen lite kuperad. Qadīm ligger nere i en dal.Runt Qadīm är det ganska glesbefolkat, med 47 invånare per kvadratkilometer. Närmaste större samhälle är Shāhīn Dezh, 12,0 km norr om Qadīm. Trakten runt Qadīm består i huvudsak av gräsmarker.